# T92自走炮
T92式240毫米榴彈炮載具（英語：T92 howitzer motor carriage）是一款使用T26E3底盤的美國實驗型重型火炮。二戰結束後，美軍對T92失去了興趣，因而它未能投入量產。T92有一種主炮為8英吋203毫米榴彈炮的衍生型T93，同樣只停留在實驗階段。

## 歷史
美軍曾經嘗試過將8英寸火炮裝上T26E1的底盤。這種火炮被稱爲「T84式8英寸榴彈炮載具」（英語：8-inch T84 HMC）。美軍爲了運載T84的零件，甚至一度利用T26E1的底盤造出了T31運載車。但這款火炮卻因爲二戰的結束而被放棄。
但美軍還曾經試製過更重的火炮。當時，牽引式的M1式240毫米榴彈炮因爲機動性能差而不能讓美軍完全滿意。而美軍之前在M3李、M4雪曼的底盤上安裝105毫米火炮的經驗又間接證明了將一門240毫米榴彈炮裝上T26E3的底盤是可行的。這種火炮的名稱是「T92式240毫米榴彈炮載具」（英語：T92 howitzer motor carriage，縮寫：T92 HMC）。這款火炮在1945年3月設計定型.美軍將其分到「少量採購」這一等級中，並訂購了4輛實驗車。這4輛實驗車在當年7月上旬完成，並在當月接受了測試。這款火炮重達63.7噸，與M26潘興式坦克採用相同的福特GAF8缸汽油機。美軍計劃將這款火炮與其衍生型T93用於計劃中未來在日本本土的戰鬥中，但最終這款火炮還未投入量產日本就投降了。日本投降標誌着戰爭的結束，美軍很快就對T92失去了興趣，取消了生產計劃。

## 性能
T92是在T26E3上裝上了一門240毫米榴彈炮，重達63.7噸，由一臺福特GAF8缸汽油機驅動。這臺發動機的功率對於一63.7噸的車輛來說還是太小，造成了車輛的動力不足。因爲T26E3的底盤尺寸不夠容納240毫米榴彈炮，因此事先對T26E3的底盤進行了加大處理，並增加了一個負重輪。

## 衍生型號
- T93：安裝8英寸火炮的型號。美國一共製造了兩輛T93的原型車，並在1945年夏對其進行了測試。但因爲底盤對安裝8英寸火炮來說還是太小，因而未能投入量產。[5]

## 外部連結
- T92在Youtube上的視頻（页面存档备份，存于）